# Serra del Cadí
|  | «Cadí» redirigeix aquí. Vegeu-ne altres significats a «Cadí (desambiguació)». |

La serra del Cadí o el Cadí és una serra del nord de Catalunya situada als Prepirineus.

## Geografia

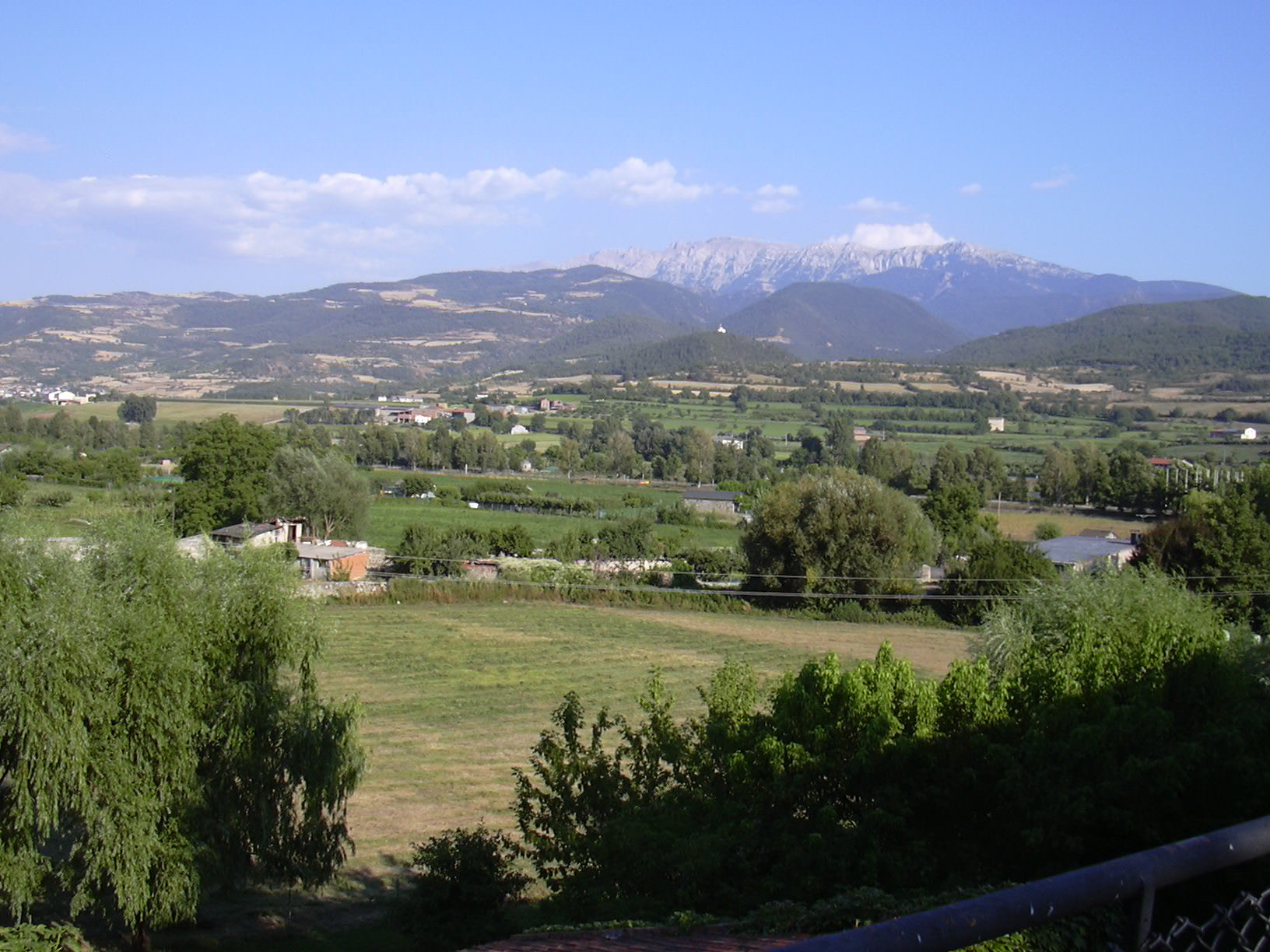
La serra del Cadí vista des de la Seu d'Urgell

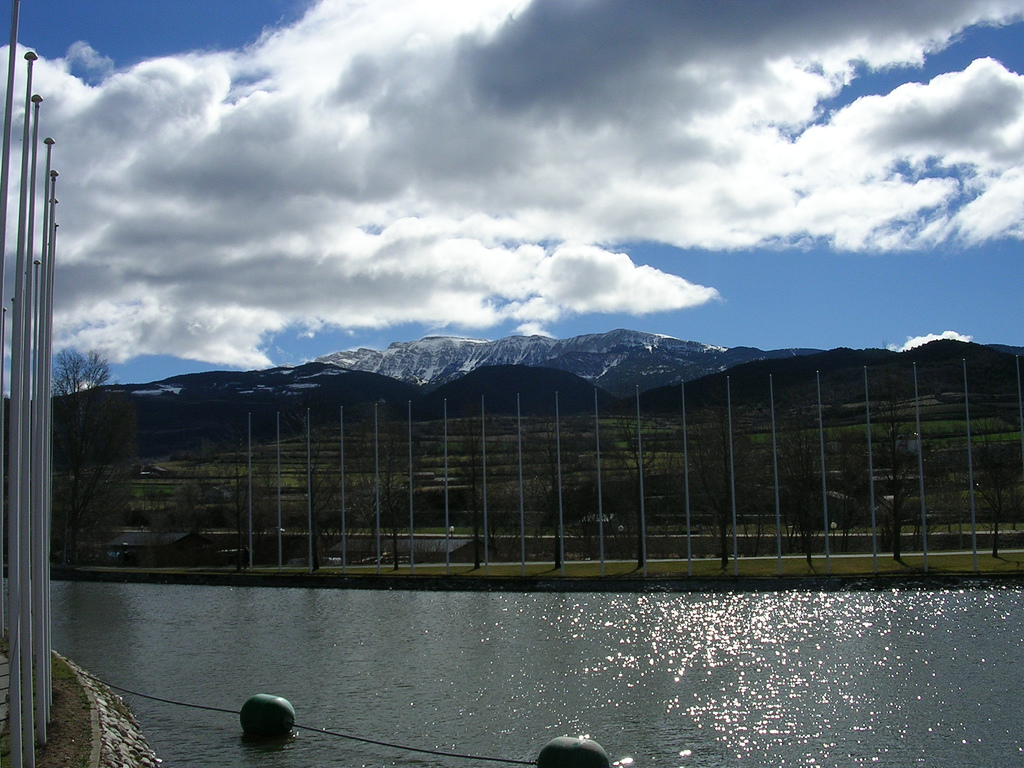
El Cadí al fons, vist des del Parc Olímpic del Segre

El Cadí es troba a les comarques de l'Alt Urgell, la Baixa Cerdanya i el Berguedà. S'estén d'oest a est al llarg de 22,6 quilòmetres, des del coll de Bancs fins al coll de Tancalaporta, separa la vall de la Vansa i l'alt Berguedà de l'Urgellet i el Baridà. Popularment hom estén el nom de Cadí al Cadinell i al Pedraforca.
La totalitat del Cadí forma part del Parc Natural del Cadí-Moixeró, juntament amb la serra de Moixeró, el massís del Pedraforca i gran part de la Tosa d'Alp i el Puigllançada.
Un dels ports i entrades a la serra és l'anomenat portell de Cadí, port de muntanya dels municipis d'Alàs i Cerc i la Vansa i Fórnols, a l'Alt Urgell.

## Geologia
Separa, juntament amb la falla del Segre, el Prepirineu del Pirineu axial. Els vessants septentrionals, damunt el Baridà, formen una llarga cinglera de més de 500 metres d'alçada; el vessant meridional, per contra, és en la part alta molt més suau. La integren materials calcaris i margosos dipositats durant l'era secundària i el començament de la terciària; els vessants septentrionals presenten gairebé íntegrament materials dels Lies i el Juràssic, i els cims, calcàries eocèniques. El relleu actual es formà durant l'era terciària, a conseqüència de l'orogènesi pirinenca, i es caracteritza per la seva estructura plegada, amb alineacions de plecs orientats rígidament en direcció W-E i bolcats vers el nord, i per la forta empremta de l'erosió quaternària, especialment la fluvial, que ha donat lloc a profundes valls encaixades.
A més de dividir el Prepirineu i el Pirineu, la serra actua de divisòria d'aigües entre la xarxa de valls tributàries del riu Segre, orientades en direcció S-N, als vessants septentrionals, i els rius tributaris del riu Llobregat, en direcció W-E. Amb tot, a causa de la natura calcària del sòl, una gran part de la circulació de les aigües és subterrània i provoca nombrosos fenòmens càrstics.

### Altitud i cims
| Cims del massís               | Altura (msnm) |
| ----------------------------- | ------------- |
| el Vulturó                    | 2.648,6       |
| Pujolar de Roca Grossa        | 2.611,1       |
| Pic de Costa Cabirolera       | 2.604,4       |
| el Salt del Sastre            | 2.591,5       |
| Puig de la Canal del Cristall | 2.583,0       |
| Puig del Quer                 | 2.567,6       |
| Torreta de Cadí               | 2.562,1       |
| Comabona                      | 2.548,2       |
| Aguiló                        | 2.486,6       |
| Roca Grossa                   | 2.474,8       |
| Puig Terrers                  | 2.465,7       |
| Pic del Cabirol               | 2.456,5       |
| Roc de la Trona               | 2.454,5       |
| Roca del Viladre              | 2.452,4       |
| Cap de la Costa Verda         | 2.436,0       |
| la Roca Plana                 | 2.432,8       |
| Roca Verda                    | 2.399,5       |
| Roca del Mig                  | 2.388,9       |
| Portell de Cadí               | 2.388,3       |
| Roca del Gònec                | 2.382,7       |
| Roca de la Balma              | 2.382,3       |
| Cap de la Fesa                | 2.382,1       |
| Roca de l'Ordiguer            | 2.346,3       |
| Roca Dreta                    | 2.343,1       |
| Roc del Llamp                 | 2.328,5       |
| Roca Roja                     | 2.157,2       |

## Clima i vegetació
El clima es caracteritza per un règim de temperatures baixes al llarg de tot l'any i una notable pluviositat (més de 1.200 mm anuals); una gran part de les precipitacions són de neu, i als cims el període d'innivació s'allarga de novembre a abril. La vegetació natural és molt abundant: boscs de pi roig i boscs residuals de roures (a Saldes) als sectors més baixos, masses de pi negre fins a 2.000-2.100 m d'altitud i prats de muntanya per damunt; els rodals d'avets i faigs es presenten en sectors més humits.

## Població i comunicacions
La població, que arriba fins a altituds considerables (Estana, 1.483 m; Lletó, 1.479 m; Josa de Cadí, 1.431 m), hi és escassa. L'economia es basa en l'explotació de la vegetació, sigui forestal o ramadera. El conjunt de la serra és un obstacle per a les comunicacions; únicament pot ésser franquejada pel coll del Pendís (1.820 m), que ja enllaça amb el Moixeró i és més baix (hi ha colls que sobrepassen els 2.400 m: pas dels Gosolans, Tancalaporta).
Des del 1984, el túnel del Cadí, que forada el Moixeró, enllaça la Baixa Cerdanya amb la vall del Llobregat. Els castells d'època romànica (com els de Saldes, Gósol, Josa, Víllec) i les esglésies dels mateixos pobles o els santuaris del Gresolet, de Bastanist i de Boscalt testimonien una densitat de població medieval comparable a la d'avui. A les cingleres del Cadí han estat practicades escalades de gran dificultat, especialment a la roca Verda (1959) i a la roca de l'Ordiguer (1965). El Refugi Prat d'Aguiló i altres construccions posteriors han fet més accessibles els variats itineraris d'aquest massís.